# Tirante el Blanco

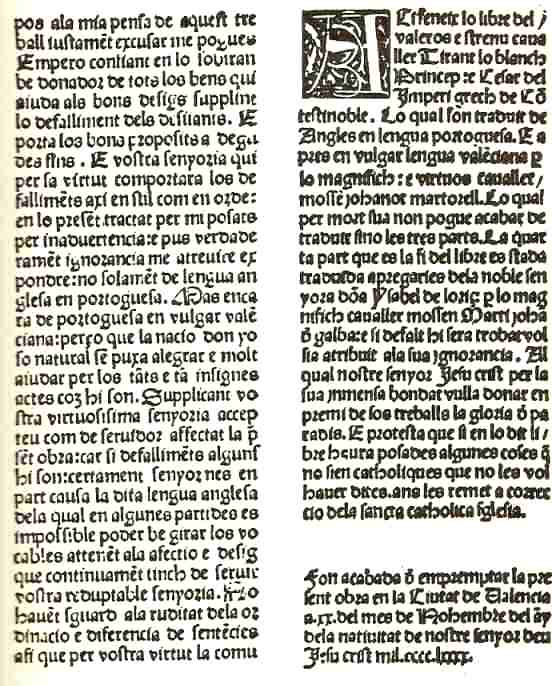
Página introductoria del Tirante el Blanco de Joanot Martorell. ed. 1490.

Tirante el Blanco (Tirant lo Blanch en su título original en valenciano) es una novela caballeresca escrita en torno 1460-1464 por el noble valenciano Joanot Martorell, y que se suponía concluida por Martí Joan de Galba —idea que aún hoy no se descarta—, publicada en Valencia en 1490, en pleno Siglo de Oro valenciano.
Es uno de los libros más importantes de la literatura universal y obra cumbre de la literatura en valenciano/catalán. Se considera una novela caballeresca muy moderna en comparación a lo que se escribía en aquella época, pues incorpora humor, amor, reflexión sobre la muerte y la guerra. Disfrutó de un notable  éxito  a  fines  del  siglo  XV  gracias  a  sendas  impresiones  incunables,  de  1490 (Valencia, Nicolás Spindeler) y 1497 (Barcelona, Diego de Gumiel), además de posteriores ediciones y traducciones a diversos idiomas.

## El título de la obra
En el siglo xv se escribía Tirant lo Blanch, con una hache final propia de la lengua medieval. El título tiene traducción desde antiguo al castellano como Tirante el Blanco. Por ejemplo, Miguel de Cervantes se refiere a él "como el mejor libro del mundo" en el episodio en el que se queman los libros de caballerías que tanto tormento le han causado a Don Quijote; de entre ellos, salva Tirante. Cervantes debió de conocer la obra a través de la traducción castellana anónima publicada en Valladolid, en 1511 y sin nombre de autor, pese a que el libro debía de ser por entonces muy raro, y de autoría desconocida.

## Estructura y contenido
Se trata de una obra de gran extensión, que comienza con la narración de las aventuras de Guillem de Vàroic (ya relatadas por Martorell en una obra juvenil), quien instruye a Tirante en las normas de la caballería. Incluye componentes autobiográficos del mismo autor: por ejemplo, Tirante se forma en Inglaterra, donde Martorell vivió en 1438 y 1439. Combina un realismo directo y crudo con los ideales caballerescos de la época.[cita requerida]
El héroe es armado caballero tras diversos combates singulares contra reyes, duques y gigantes. De Inglaterra marcha a Francia, Sicilia y Rodas –asediada ésta por los genoveses y el sultán de El Cairo, que son derrotados por el héroe–; después, a Jerusalén, Alejandría, Trípoli y Túnez, que conquista. Va después a Bizancio –sitiada por el sultán y el Gran Turco– solicitado por el emperador, y en Constantinopla se enamora de Carmesina –protagonista femenina de la novela–, hija del emperador. La historia de estos amores, con la intervención de la viuda Reposada y de la doncella Placerdemivida, ocupan gran parte de la obra. Tras haber luchado en Berbería, Tirante se casa con Carmesina y es nombrado césar del Imperio Bizantino; reconquista tierras a los turcos y, enfermo, muere. Al saberlo, muere también Carmesina. La historia acaba con acontecimientos de personajes subalternos que completan la trama del relato novelesco.
En contraposición con los libros de caballerías, aquí el amor es sensual en lugar de platónico: se presentan con gran expresividad las escenas eróticas o amorosas. Y en lugar de las grandes proezas y asombrosas formas de vida de otros caballeros ficticios, el autor se recrea, no sin cierto sarcasmo, en los detalles cotidianos, y en aspectos más prosaicos, a menudo con maledicencia.[cita requerida]

### Obras y hechos que inspiraronTirante
Algunas partes de Tirante tienen cierto paralelismo con las vidas de los almirantes Geoffroy de Thoisy, noble borgoñón, y Roger de Flor, el líder de los almogávares, que fue asesinado por los bizantinos. Se considera también la salvación de Constantinopla en este libro como un final alternativo a lo que realmente sucedió con la capital bizantina, tomada por los tropas otomanas del Sultán Mehmet II «El Conquistador» en 1453.

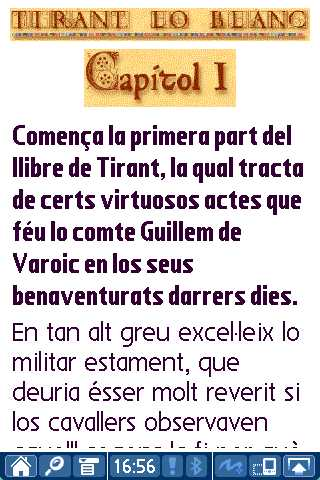
Versión Plucker del Tirant lo Blanc en valenciano

De manera más genérica, se considera que la obra se vio también influida por el Llibre dels fets, la Crónica de Muntaner y el Llibre de l'ordre de cavalleria de Ramon Llull.[cita requerida]

## Tirante el BlancoenDon Quijote
Tirante el Blanco debe bastante de su popularidad moderna al hecho de ser elogiado en el capítulo 6 de la Primera Parte de Don Quijote, el escrutinio de la librería de Don Quijote. En su época fue un fracaso editorial, al menos en Castilla. Pero sobre la interpretación de estos elogios hay un largo debate. Diego Clemencín, hace más de 150 años, lo llamó "el pasaje más oscuro del Quijote", y hay una multitud de estudios que lo examinan e interpretan. Eisenberg enumera y examina los primeros 14 de ellos, y enumera discusiones del tema dentro de obras más generales, pero ha habido otros después.
Todos los cervantistas que se han ocupado del tema están conformes en que el elogio del cura Pero Pérez representa el parecer de Cervantes. Cervantes (quien no sabía que la obra fuera otra cosa que un libro de caballerías castellano de principios del siglo XVI, pues la traducción esconde que lo es) admiraba mucho a Tirante el Blanco. Eisenberg, en su hipotética reconstrucción de la biblioteca de Cervantes, lo identifica como el libro más antiguo que poseía, "verdadera joya de su biblioteca".
El cura identifica algunos de los elementos que le entusiasmaban a Cervantes:

—¡Válame Dios! —dijo el cura, dando una gran voz—. ¡Que aquí esté Tirante el Blanco! Dádmele acá, compadre; que hago cuenta que he hallado en él un tesoro de contento y una mina de pasatiempos. Aquí está don Quirieleisón de Montalbán, valeroso caballero, y su hermano Tomás de Montalbán, y el caballero Fonseca, con la batalla que el valiente de Tirante hizo con el alano, y las agudezas de la doncella Placerdemivida, con los amores y embustes de la viuda Reposada, y la señora Emperatriz, enamorada de Hipólito, su escudero. Dígoos verdad, señor compadre, que, por su estilo, es éste el mejor libro del mundo: aquí comen los caballeros, y duermen, y mueren en sus camas, y hacen testamento antes de su muerte, con estas cosas de que todos los demás libros de este género carecen. Con todo eso, os digo que merecía el que le compuso, pues no hizo tantas necedades de industria, que le echaran a galeras por todos los días de su vida. Llevadle a casa y leedle, y veréis que es verdad cuanto dél os he dicho.

El cura se refiere a cosas tan alejadas del mundo de los libros de caballerías castellanos que son necedades, para reírse: un caballero que combate con un perro, otro con el no caballeresco nombre "Fonseca", otro con el nombre seudo-griego Quirieleisón de Montalbán (tomado de la oración Kirie o kirieleisón), una viuda alegre, una emperatriz enamorada de su escudero, un caballero que se muere en su cama, su testamento hecho.
Ahora bien, ¿son estos detalles tachas (cómicas) de la obra de Martorell, o reflejan cómo Cervantes creía que se debería escribir un libro de caballerías? Porque si la obra ostenta muchas tachas, en opinión de Cervantes, no es la obra cumbre e innovadora que muchos hayan querido ver.
Las palabras claves son "no hizo tantas necedades de industria". En algunas ediciones (las de Hartzenbusch y Rodríguez Marín entre ellas), ninguna antigua, y a veces sin confesarlo, se suprime el "no": "hizo tantas necedades de industria", que cambia notablemente el sentido. Esta práctica ha contribuido a la confusión.
Al autor, que se le manden a las galeras. Ningún cervantista ha hecho constar que acepte la interpretación de Martín de Riquer de que "echar a galeras" se refiere a galeras de imprenta, y entonces significa que "debe tirarse". Recibió una casi inmediata respuesta negativa de Manuel de Montolíu y después otra de Giuseppe Sansone. Esta interpretación de "echar a galeras" no se encuentra en ningún texto contemporáneo de Cervantes, mientras son abundantes las referencias, entre ellas la edición 23a del Diccionario de la Real Academia Española, a galeras como lugares de castigo, de trabajo forzado (de remero), adonde se mandan los que se han portado mal. En efecto, algunos de los criminales que Don Quijote encuentra en el capítulo I, 22 se destinan a las galeras para su castigo.
Pero desde otra perspectiva, se puede entender la actitud favorable y el entusiasmo de Cervantes. A Cervantes le gustaban los libros divertidos, cómicos, y creía que el mundo necesitaba más de ellos. En este sentido, y no por su supuesto realismo, es modelo para Don Quijote.

## Legado cultural deTirante el Blanco

### Obras inspiradas
Ilustraciones
- Ilustraciones de Manuel Boix para la edición bibliofílica en cuatro volúmenes Tirant lo Blanc (Ediciones de la Tercera Branca —la Tercera Rama—, 1978–1983).[17]
- Ilustraciones de Manuel Boix para la edición abreviada y adaptada para los niños de Tirant lo Blanc (Edicions Bromera, 1989).[17]
- Serie de cien dibujos de tinta china, sobre Tirante el Blanco, del chileno Víctor Ramírez.

Juegos de rol
- Tirant lo Blanc, un juego de rol publicado en 1996[18] que toma el título de la novela de Martorell pero que en vez de estar ambientado en la época de la novela (siglo xv) lo está en la época de los condados catalanes (siglo xi).

Obras musicales
- 1990: Cantata escénica Tríptic de Tirant lo Blanc, del compositor Amand Blanquer, con letra del suecano Josep Palàcios (n. 1938).
- 1991: Ópera El triomf de Tirant, del compositor Amand Blanquer, con libreto de Josep Lluís Sirera y Rodolf Sirera.
- 1991: Ballet Tirant lo Blanc, Op. 50, de la pianista y compositora Leonora Milà (Leonora Milà i Romeu, n. 1942).

Películas
- Tirante el blanco, película del año 2006 del director de cine español Vicente Aranda.